# Cosmic Explorer
Cosmic Explorer è il quinto album in studio del trio giapponese delle Perfume, pubblicato il 6 aprile 2016.

## Tracce
1. Navigate – 1:19
2. Cosmic Explorer – 5:22
3. Miracle Worker – 3:40
4. Next Stage with You – 4:39
5. Story – 5:44
6. Flash – 4:35
7. Sweet Refrain – 4:41
8. Baby Face – 4:00
9. Tokimeki Lights – 4:24
10. Star Train – 4:42
11. Relax in the City – 4:12
12. Pick Me Up – 3:49
13. Cling Cling – 3:53
14. Hold Your Hand – 3:36